# Blackwood (Schiff, 1943)
Die HMS Blackwood (K313) war eine Fregatte der Captain-Klasse der britischen Royal Navy, die im Zweiten Weltkrieg eingesetzt wurde.
Gebaut wurde das Schiff als Geleitzerstörer für die US Navy, aber bei der Fertigstellung im Rahmen des Leih- und Pachtgesetzes der Royal Navy übergeben. Das dort als Fregatte klassifizierte Schiff erhielt den Namen Blackwood. Während der Landung in der Normandie wurde die Fregatte torpediert und sank während der Überführung zur Reparatur.

## Geschichte des Schiffs
Der Kiel des als Geleitzerstörer für die United States Navy geplanten Schiffs der Evarts-Klasse mit der Rumpfnummer DE-4 wurde am 22. September 1942 in der Marinewerft in Boston gelegt. Es lief am 23. November 1942 vom Stapel, wurde aber nicht in die US Navy übernommen, sondern am 27. März 1943 an die Royal Navy übergeben. Diese benannte das Schiff nach Vizeadmiral Henry Blackwood (1770–1832), der unter Horatio Nelson als Kommandant der Euryalus an der Schlacht von Trafalgar (1805) teilnahm.

### Einsätze
Unter dem Kommando von Kapitänleutnant L. T. Sly, RNR, gehörte die Fregatte zur 4th Escort Group der Royal Navy. Am 23. November 1943 soll sie zusammen mit der Bazely und der Drury im Nordatlantik das deutsche U-Boot U 648 versenkt haben. Neueren Forschungen zufolge richteten sich die Angriffe, die früher für die Vernichtung von U 648 verantwortlich gemacht wurden, gegen verschiedene andere U-Boote und verursachten keine nennenswerten Schäden. Zwei Tage später versenkte die Fregatte jedoch zusammen mit der Bazely auf der Position 40° 31′ N, 22° 7′ W U 600 mit Wasserbomben.

### Der Verlust derBlackwood
Während der Landung in der Normandie wurde die Blackwood eingesetzt, um die Landungsflotte abzuschirmen. Hierbei erhielt sie am 15. Juni 1944 einen Torpedotreffer durch U 764. Der Bug wurde durch die Explosion abgesprengt, doch das Schiff blieb zunächst schwimmfähig. Es sank beim Einschleppen in einen Hafen am folgenden Tag 23 Seemeilen südöstlich von Portland Bill. 58 Besatzungsmitglieder starben bei der Torpedierung bzw. beim Untergang.

#### Das Wrack
Das Wrack liegt auf der Position 50° 12′ 30″ N, 2° 14′ 28″ W in 56 Metern Tiefe. Taucher stellten fest, dass der Rumpf des Wracks weitgehend intakt und das Oberdeck gut erhalten ist. Schwere Beschädigungen und ein großes Trümmerfeld gibt es im Heckbereich, offensichtlich durch beim Sinken explodierte Wasserbomben. Das Wrack der Blackwood ist seit 2006 durch den „Protection of Military Remains Act“ von 1986 als „Protected Place“ geschützt. Es darf zwar von außen durch Taucher betrachtet werden, das Eindringen oder das Sammeln von Souvenirs ist jedoch verboten.